# Пустовойтовский сельский совет (Роменский район)
Пустовойтовский сельский совет (укр. Пустовійтівська сільська рада) — входит в состав
Роменского района
Сумской области
Украины.
Административный центр сельского совета находится в 
с. Пустовойтовка.

## Населённые пункты совета
- с. Пустовойтовка
- с. Волковцы
- с. Герасимовка
- с. Зиново
- с. Правдюки
- с. Скрипали
- с. Шиловское